# Ryota Sakata
Ryota Sakata (坂田 良太 Sakata Ryota?, nacido el 25 de febrero de 1992 en Kumamoto) es un futbolista japonés que se desempeña como defensa.

## Trayectoria

### Clubes
| Club            | País  | Año    |
| --------------- | ----- | ------ |
| Roasso Kumamoto | Japón | 2013   |
| Tochigi SC      | Japón | 2014 - |

## Estadística de carrera

### J. League
| Club            | Año   | J. League | J. League | Copa J. League | Copa J. League | Total | Total |
| Club            | Año   | Part.     | Goles     | Part.          | Goles          | Part. | Goles |
| --------------- | ----- | --------- | --------- | -------------- | -------------- | ----- | ----- |
| Roasso Kumamoto | 2013  | 2         | 0         | -              | -              | 2     | 0     |
| Tochigi SC      | 2014  | 0         | 0         | -              | -              | 0     | 0     |
| Tochigi SC      | 2015  | 10        | 0         | -              | -              | 10    | 0     |
| Tochigi SC      | 2016  | 8         | 1         | -              | -              | 8     | 1     |
| Tochigi SC      | 2017  | 1         | 0         | -              | -              | 1     | 0     |
| Total           | Total | 21        | 1         | 0              | 0              | 21    | 1     |